# Малишки (заповідне урочище)

«Малишки» — заповідне урочище місцевого значення. Урочище розташоване на території Білоцерківського району Київської області, Биковогребельська сільська рада, в межах Томиліського лісництва ДП «Білоцерківське лісове господарство», — кв. 102—106 (всі виділи). Об'єкт оголошено рішенням 16 сесії XXI скликання Київської обласної ради від 10 березня 1994 року.
Урочище є неглибоким розгалуженим яром, схили якого вкриті дубовими і ясеневими культурами
Площа заказника — 142 га, створений у 1994 році.